# Bahamut

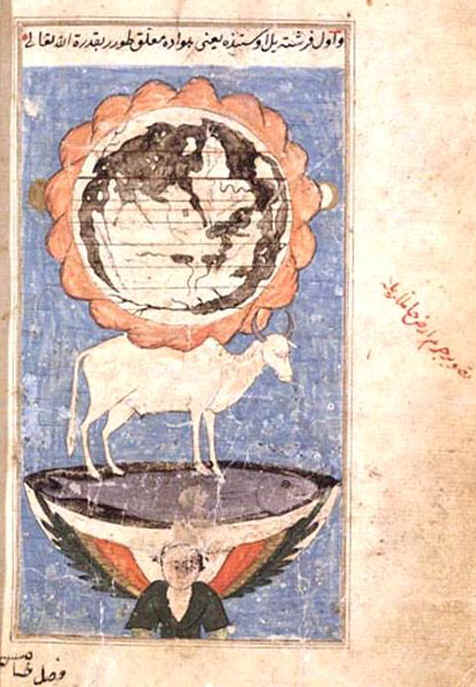
Mapa del mundo según Zakariya al-Qazwini La Tierra se considera plana y está rodeada por una serie de montañas, entre ellas el Monte Qaf, que la mantienen en su lugar como clavijas; la tierra está sostenida por un buey que se encuentra en Bahamut que mora en un océano cósmico; el océano está dentro de un tazón que se sienta sobre un ángel o jinn.

Bahamut o Bahamoot (en árabe: بهموت Bahamūt, del hebreo בְּהֵמוֹת "Behemoth") es un monstruo marino (pez gigantesco o ballena) que se encuentra en lo profundo, apuntalando la estructura de soporte que sostiene la tierra, según  Zakariya al-Qazwini.
En esta concepción del mundo, la tierra es apoyada por un ángel, que se para sobre una piedra preciosa, que es apoyada por la bestia cósmica (buey) a veces llamado Kuyutha'(/Kuyuthan)/Kiyuban/Kibuthan (Lo más probable es de una corrupción o mala interpretación del hebreo לִוְיָתָן "Leviatán"). El pez/ballena Bahamut lleva a este toro en su espalda, y se suspende en el agua para su propia estabilidad.
Balhūt es un nombre variante que se encuentra en algunas cosmografías. En las primeras fuentes, el nombre es Lutīyā, con Balhūt dado como nombre y Bahamūt como apodo.

## Ortografía
Bahamūt es la ortografía dada en la cosmografía de al-Qazwini (m. 1283) "Bahamoot "es la ortografía transcrita de  Edward Lane.
Se cree que este nombre se deriva del bíblico Behemoth. Así ha sido traducido como Behemot (en alemán para "Behemoth") por Ethé.
Sin embargo, el Behemoth bíblico original nunca apareció como un pez. Una remodelación de su naturaleza debe haber ocurrido en la narración musulmana, en algún momento del período islámico temprano. Un escenario propuesto es que un par de bestias de la biblia se confundieron entre sí; el Behemoth asignado incorrectamente a los peces, y el Leviatan acuático al toro.
Balhūt es la ortografía alternativa dada en el trabajo geográfico de Yaqut al-Hamawi (m. 1229) y copias del trabajo de Ibn al-Wardi (d. 1348).

## Resumen de Lane
Bahamut, según el resumen de Edward William Lane de un Trabajo islámico en cosmografía, es un pez gigante que actúa como una de las capas que sostiene la tierra. Es tan inmenso "[todos] los mares del mundo, colocados en una de las fosas nasales de los peces, serían como una semilla de mostaza puesta en el desierto." Sobre el pez hay un toro llamado Kuyootà, sobre el toro, un "rubí", en la roca un ángel para cargar con la tierra.
La principal fuente islámica de Lane para su resumen no está clara, ya que Lane simplemente se refiere a ella circunlocuitamente como "el trabajo de uno de los escritores citados arriba".